# Trigonella bicolor
Trigonella bicolor är en ärtväxtart som först beskrevs av Pierre Edmond Boissier och Benedict Balansa, och fick sitt nu gällande namn av Per Lassen. Trigonella bicolor ingår i släktet trigonellor, och familjen ärtväxter. Inga underarter finns listade i Catalogue of Life.